# Горнолыжный спорт на зимних Паралимпийских играх 2014

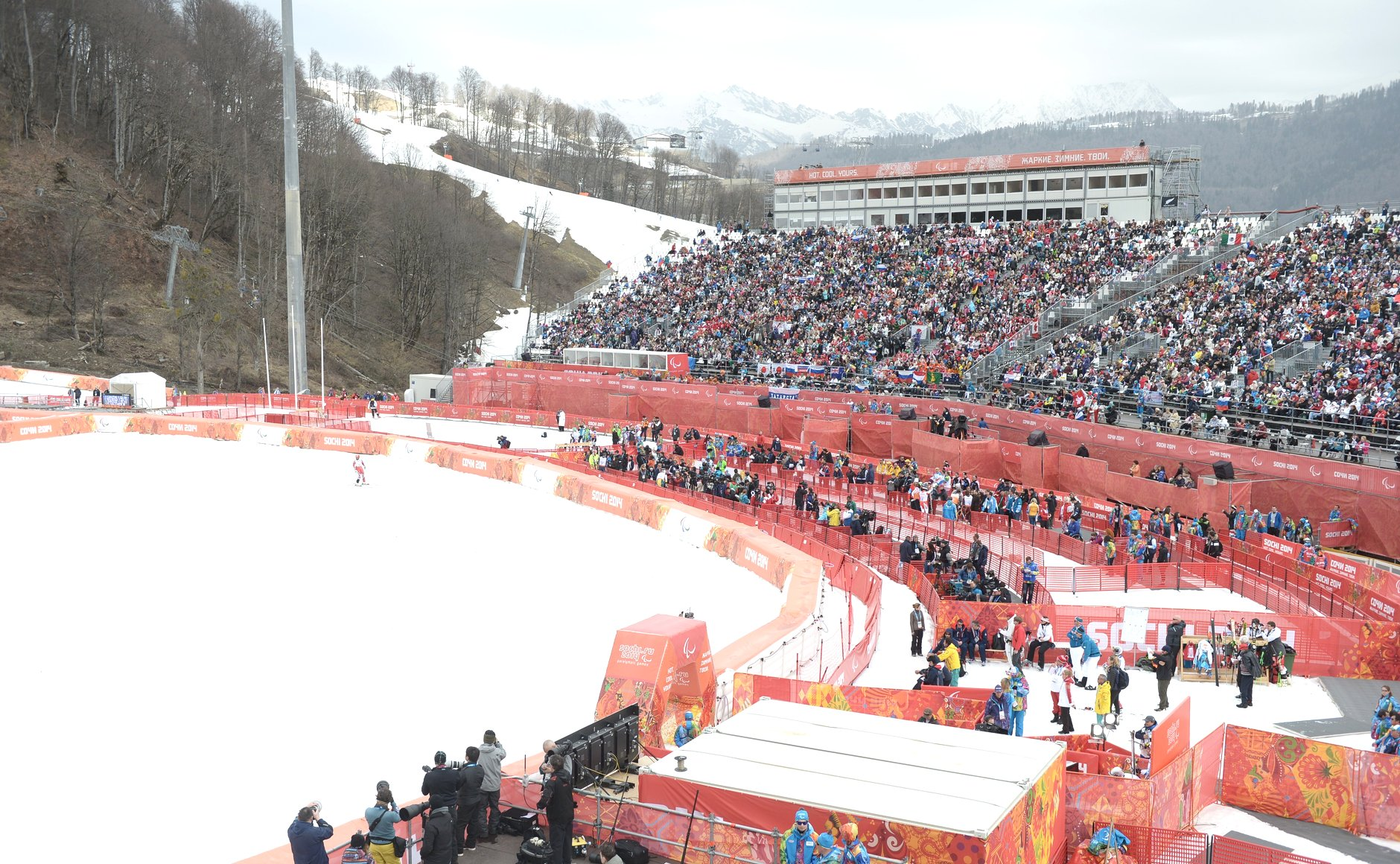
Финишная зона соревнований по горнолыжному спорту

Соревнования по горнолыжному спорту на зимних Паралимпийских играх 2014 года в Сочи прошли с 8 по 16 марта в горнолыжном центре «Роза Хутор», расположенном возле Красной Поляны. Разыграно 32 комплекта наград. Программа состязаний по сравнению с Играми 2010 года в Ванкувере была расширена. К уже имеющимся 30 дисциплинам добавили ещё две в пара-сноуборде у мужчин и женщин.

## Медальный зачёт
Жирным шрифтом выделено самое большое количество медалей в своей категории
| Общее количество медалей |                |        |         |        |       |
| Место                    | Страна         | Золото | Серебро | Бронза | Всего |
| 1                        | Россия         | 6      | 5       | 3      | 14    |
| 2                        | Германия       | 6      | 4       | 0      | 8     |
| 3                        | Франция        | 3      | 3       | 1      | 7     |
| 4                        | Япония         | 3      | 1       | 1      | 5     |
| 5                        | Австрия        | 2      | 4       | 2      | 8     |
| 6                        | Словакия       | 2      | 1       | 2      | 5     |
| 7                        | США            | 1      | 5       | 8      | 14    |
| 8                        | Великобритания | 1      | 3       | 1      | 5     |
| 9                        | Канада         | 1      | 1       | 5      | 7     |
| 10                       | Испания        | 1      | 1       | 1      | 3     |
| 11                       | Нидерланды     | 1      | 0       | 0      | 1     |
| 12                       | Австралия      | 0      | 0       | 1      | 1     |
| Всего                    | Всего          | 26     | 26      | 25     | 77    |

## Медалисты

### Мужчины
| Соревнование                           | Золото                                                       | Серебро                                                      | Бронза                                                             |
| -------------------------------------- | ------------------------------------------------------------ | ------------------------------------------------------------ | ------------------------------------------------------------------ |
| Скоростной спуск, сидя                 | Акира Кано (JPN)                                             | Джош Дюк (CAN)                                               | Такэси Судзуки (JPN)                                               |
| Скоростной спуск, стоя                 | Маркус Зальхер (AUT)                                         | Алексей Бугаев (RUS)                                         | Винсан Готье-Манюель (FRA)                                         |
| Скоростной спуск, с нарушением зрения  | Хон Сантакана Майстеги ведущий — Мигель Галиндо Гарсес (ESP) | Мирослав Гараус ведущий — Марош Гудик (SVK)                  | Мак Марко ведущий — Робин Феми (CAN)                               |
| Слалом, сидя                           | Такэси Судзуки (JPN)                                         | Филипп Бонадиман (AUT)                                       | Роман Рабль (AUT)                                                  |
| Слалом, стоя                           | Алексей Бугаев (RUS)                                         | Винсан Готье-Манюэль (FRA)                                   | Александр Алябьев (RUS)                                            |
| Слалом, с нарушением зрения            | Валерий Редкозубов ведущий — Евгений Героев (RUS)            | Хон Сантакана Майстеги ведущий — Мигель Галиндо Гархес (ESP) | Крис Уильямсон ведущий — Ник Браш (CAN)                            |
| Гигантский слалом, сидя                | Кристоф Кунц (SUI)                                           | Кори Питерс (NZL)                                            | Роман Рабль (AUT)                                                  |
| Гигантский слалом, стоя                | Венсан Готье-Манюэль (FRA)                                   | Алексей Бугаев (RUS)                                         | Маркус Зальхер (AUT)                                               |
| Гигантский слалом, с нарушением зрения | Мак Марко ведущий — Робин Феми (CAN)                         | Якуб Крако ведущий — Мартин Мотыка (SVK)                     | Валерий Редкозубов ведущий — Евгений Героев (RUS)                  |
| Супергигант, сидя                      | Акира Кано (JPN)                                             | Тайки Мории (JPN)                                            | Калеб Бруссо (CAN)                                                 |
| Супергигант, стоя                      | Маркус Зальхер (AUT)                                         | Матиас Ланцингер (AUT)                                       | Алексей Бугаев (RUS)                                               |
| Супергигант, с нарушением зрения       | Якуб Крако ведущий — Мартин Мотыка (SVK)                     | Марк Батум ведущий — Каде Ямамото (USA)                      | Мак Марко ведущий — Робин Феми (CAN)                               |
| Суперкомбинация, сидя                  | Джош Дуэк (CAN)                                              | Хит Кэлхон (USA)                                             | Роман Рабль (AUT)                                                  |
| Суперкомбинация, стоя                  | Алексей Бугаев (RUS)                                         | Матиас Ланцингер (AUT)                                       | Тоби Кейн (AUS)                                                    |
| Суперкомбинация, с нарушением зрения   | Валерий Редкозубов ведущий — Евгений Героев (RUS)            | Марк Батум ведущий — Каде Ямамото (USA)                      | Габриель Хуан Горс Епес ведущий — Йозеф Арнау Феррер Вентура (ESP) |
| Пара-сноуборд, стоя                    | Эван Стронг (USA)                                            | Майкл Ши (USA)                                               | Кит Габел (USA)                                                    |

### Женщины

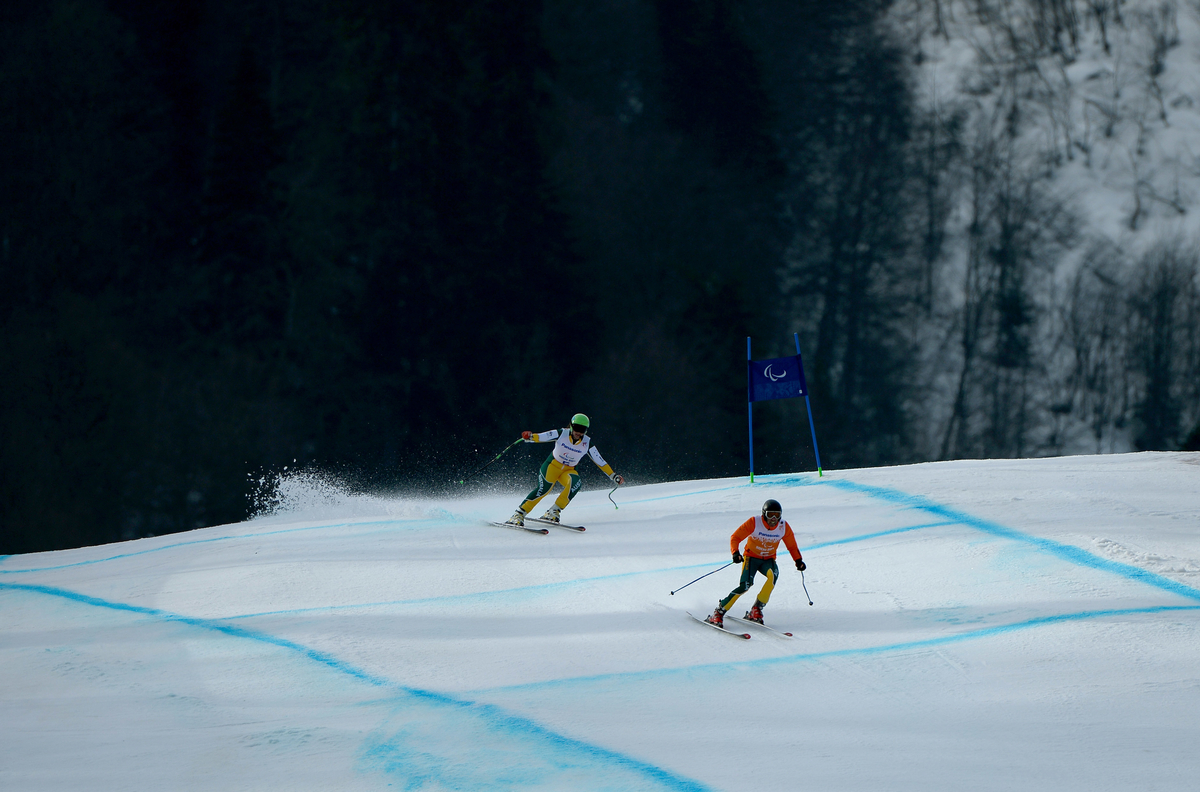
На трассе скоростного спуска горнолыжного комплекса Роза Хутор спортсмены-паралимпийцы из Австралии, категория с нарушением зрения.

| Соревнование                           | Золото                                              | Серебро                                           | Бронза                                              |
| -------------------------------------- | --------------------------------------------------- | ------------------------------------------------- | --------------------------------------------------- |
| Скоростной спуск, сидя                 | Анна Шаффельхубер (GER)                             | Алана Николс (USA)                                | Лори Стивенс (USA)                                  |
| Скоростной спуск, стоя                 | Мари Боше (FRA)                                     | Инга Медведева (RUS)                              | Элисон Джонс (USA)                                  |
| Скоростной спуск, с нарушением зрения  | Генриета Фаркашова ведущий — Наталия Шубртова (SVK) | Джейд Этерингтон ведущий — Каролин Пауэлл (GBR)   | Александра Францева ведущий — Павел Заботин (RUS)   |
| Слалом, сидя                           | Анна Шаффельхубер (GER)                             | Анна-Лена Форстер (GER)                           | Кимберли Джойнс (CAN)                               |
| Слалом, стоя                           | Андреа Ротфус (GER)                                 | Инга Медведева (RUS)                              | Петра Смарзова (SVK)                                |
| Слалом, с нарушением зрения            | Александра Францева ведущий — Павел Заботин (RUS)   | Джейд Этерингтон ведущий — Каролин Пауэлл (GBR)   | Генриета Фаркашова ведущий — Наталия Шубртова (SVK) |
| Гигантский слалом, сидя                | Анна Шаффельхубер (GER)                             | Клаудия Лёш (AUT)                                 | Анна-Лена Форстер (GER)                             |
| Гигантский слалом, стоя                | Мари Буше (FRA)                                     | Андреа Ротфус (GER)                               | Солен Жамбаке (FRA)                                 |
| Гигантский слалом, с нарушением зрения | Генриета Фаркашова ведущий — Наталия Шубртова (SVK) | Александра Францева ведущий — Павел Заботин (RUS) | Джессика Галлахер ведущий — Кристиан Гейгер (AUS)   |
| Супергигант, сидя                      | Анна Шаффельхубер (GER)                             | Клаудия Лёш (AUT)                                 | Лори Стивенс (USA)                                  |
| Супергигант, стоя                      | Мари Боше (FRA)                                     | Солен Жамбаке (FRA)                               | Стефани Джелен (USA)                                |
| Супергигант, с нарушением зрения       | Келли Галахер ведущий — Шарлотта Иванс (GBR)        | Александра Францева ведущий — Павел Заботин (RUS) | Джейд Этерингтон ведущий — Каролин Пауэл (GBR)      |
| Суперкомбинация, сидя                  | Анна Шаффельхубер (GER)                             | Анна-Лена Форстер (GER)                           | не вручалось                                        |
| Суперкомбинация, стоя                  | Мари Боше (FRA)                                     | Андреа Ротфусс (GER)                              | Стефани Джелен (USA)                                |
| Суперкомбинация, с нарушением зрения   | Александра Францева ведущий — Павел Заботин (RUS)   | Джейд Этерингтон ведущий — Каролин Пауэл (GBR)    | Даниэль Амстэд ведущий — Роберт Амстэд (USA)        |
| Пара-сноуборд, стоя                    | Бибиан Ментель-Спе (NED)                            | Сесиль Эрнандес-Сервеллон (FRA)                   | Эми Пёрди (USA)                                     |